# Dasypogon fabricii
Dasypogon fabricii là một loài ruồi trong họ Asilidae. Dasypogon fabricii được Wiedemann miêu tả năm 1820. Loài này phân bố ở vùng Cổ Bắc giới.